# Cotu Miculinți
Cotu Miculinți – wieś w Rumunii, w okręgu Botoszany, w gminie Coțușca. W 2011 roku liczyła 418 mieszkańców.